# 2 bis (album)
Albums de Florent Pagny
L'Avenir
(2021) Grandeur nature
(2025)
Singles
1. Et un jour, une femme (avec Christophe Maé)
Sortie : 11 juillet 2023
2. Là où je t'emmènerai (avec Carla Bruni)
Sortie : 11 août 2023
3. Châtelet les Halles (avec Calogero)
Sortie : 18 août 2023
4. Je te promets (avec Jenifer)
Sortie : 25 août 2023

2 bis est le 21e album studio de Florent Pagny et son 28e album discographique sorti le 1er septembre 2023,. Il contient les grands titres de sa carrière repris en duo.

## Liste des titres

### Disque 1
| No  | Titre                                       | Paroles                          | Musique        | Album d'origine                | Durée |
| --- | ------------------------------------------- | -------------------------------- | -------------- | ------------------------------ | ----- |
| 1.  | N'importe quoi (avec Patrick Bruel)         | Florent Pagny - Marion Vernoux   | Florent Pagny  | Single N'importe quoi (1987)   | 4:07  |
| 2.  | Comme d'habitude (avec M. Pokora)           | Gilles Thibaut - Claude François | Jacques Revaux | Single Comme d'habitude (1989) | 3:52  |
| 3.  | Si tu veux m'essayer (avec Zazie)           | Sam Brewski                      | Sam Brewski    | Rester vrai (1994)             | 4:03  |
| 4.  | Bienvenue chez moi (avec Soprano)           | Erick Benzi                      | Erick Benzi    | Bienvenue chez moi (1995)      | 4:11  |
| 5.  | Caruso (avec Patrick Fiori)                 | Lucio Dalla                      | Lucio Dalla    | Bienvenue chez moi (1995)      | 4:03  |
| 6.  | Savoir aimer (avec Pascal Obispo)           | Lionel Florence                  | Pascal Obispo  | Savoir aimer (1997)            | 4:43  |
| 7.  | Chanter (avec Anggun)                       | Lionel Florence                  | Pascal Obispo  | Savoir aimer (1997)            | 3:58  |
| 8.  | Jolie Môme (avec Marc Lavoine)              | Léo Ferré                        | Léo Ferré      | RéCréation (1999)              | 3:45  |
| 9.  | Et un jour, une femme (avec Christophe Maé) | Lionel Florence                  | Pascal Obispo  | Châtelet les Halles (2000)     | 5:19  |
| 10. | Châtelet les Halles (avec Calogero)         | Lionel Florence                  | Calogero Bros  | Châtelet les Halles (2000)     | 5:05  |

### Disque 2
| No  | Titre                                   | Paroles                        | Musique              | Album d'origine          | Durée |
| --- | --------------------------------------- | ------------------------------ | -------------------- | ------------------------ | ----- |
| 1.  | Et maintenant (avec Lara Fabian)        | Pierre Delanoë                 | Gilbert Bécaud       | 2 (2001)                 | 4:10  |
| 2.  | Ma liberté de penser (avec Amel Bent)   | Lionel Florence                | Pascal Obispo        | Ailleurs land (2003)     | 3:26  |
| 3.  | Io le canto per te (avec Kendji Girac)  | Giuseppe Giunta                | Calogero             | Baryton (2004)           | 4:12  |
| 4.  | Là où je t'emmènerai (avec Carla Bruni) | Valérie Véga                   | Daran                | Abracadabra (2006)       | 4:16  |
| 5.  | Vesoul (avec Vianney)                   | Jacques Brel                   | Jacques Brel         | Pagny chante Brel (2007) | 3:35  |
| 6.  | C'est comme ça (avec Diego Torres)      | Raul Paz                       | Raul Paz             | C'est comme ça (2009)    | 4:02  |
| 7.  | Les Murs porteurs (avec Slimane)        | Christophe Cirillo             | Calogero             | Vieillir avec toi (2013) | 4:52  |
| 8.  | Habana (avec Raul Paz)                  | Raul Paz                       | Raul Paz             | Habana (2016)            | 4:08  |
| 9.  | Je te promets (avec Jenifer)            | Jean-Jacques Goldman           | Jean-Jacques Goldman | (inédite)                | 3:40  |
| 10. | Rafale de vent (avec Anne Sila)         | Mathias Giunta - Martina Rosso | Manu Martin          | Aime la vie (2019)       | 3:29  |

## Réception
L'album se classe n°1 des ventes en France dès son entrée dans le Top albums avec 31 939 exemplaires.